# بیژن ترقی
بیژن ترقی (زادهٔ ۱۲ اسفند ۱۳۰۸ در تهران – درگذشتهٔ ۴ اردیبهشت ۱۳۸۸ در تهران) شاعر و ترانه‌سرای ایرانی بود.
آتش کاروان با صدای دلکش یکی از پرآوازه‌ترین ترانه‌های اوست. بیژن ترقی ترانه‌های به یاد ماندنی بهار دلنشین، آتش کاروان و برگ خزان و نیز سرود وطنم (ایران جوان با صدای سالار عقیلی) را سروده است.

## زندگی‌نامه
بیژن ترقی در ۱۲ اسفند ۱۳۰۸ در شهر تهران به دنیا آمد.
ترانهٔ «بهار دلنشین» کار مشترک بیژن ترقی با روح‌الله خالقی بود. این ترانه با صدای بنان ماندگار شد.
بیژن ترقی با پرویز یاحقی نیز سه ترانهٔ ماندگارِ «برگ خزان»، «افسانهٔ محبت» و «می‌زده» را ساخت که هر سه ترانه را مرضیه خواند.
گفته می‌شود بیژن ترقی سبک تازه‌ای را وارد ترانه‌سرایی ایران کرد.

محمود خوشنام، کارشناس موسیقی سنتی ایرانی می‌گوید: 
مهم‌ترین نقش بیژن ترقی، تقویت جنبه‌های روایی و داستانگونه کردن ترانه‌ها و افزودن جنبه‌های تصویری به آن‌هاست که این پدیده را در آتش کاروان و نیز ترانه‌های تصویری‌ای چون برگ خزان می‌توان دید.
به‌گفتهٔ آقای خوشنام، سه‌گانهٔ مشترک بیژن ترقی با پرویز یاحقی، از نظر فرم و ساختار آهنگ، یکسانی‌هایی با هم دارند، از جمله اینکه یاحقی مقدمهٔ وسیعی برای ترانه‌ها در نظر گرفت و ترقی هم در بخش شعر، جنبه‌های تصویری را مد نظر قرار داد.
مجموعهٔ سروده‌های او در کتابی با عنوان «آتش کاروان» گرد آمده‌است.
وی در کتاب «از پشت دیوارهای خاطره» پنجاه سال خاطرات خود را در زمینهٔ شعر و موسیقی جمع‌آوری کرده و از جمله به نقل خاطرات خود با شعرا و آهنگسازانی چون نیما یوشیج، شهریار، پرویز یاحقی، ابوالحسن صبا، رهی معیری و علی تجویدی پرداخته‌است.
قرار است که ادامهٔ خاطرات او در کتابی تحت عنوان «پنجره‌ای به باغ گل» به بازار کتاب عرضه شود. ترقی در این کتاب به چگونگی سروده شدن تعدادی از ترانه‌های خود اشاره کرده‌است.
بیژن ترقی از سال ۱۳۳۵ با رادیو ایران نیز همکاری می‌کرد.
ترقی فعالیت ادبی خود را با استادانی چون ملک‌الشعرای بهار، امیری فیروزکوهی، نیما یوشیج و شهریار آغاز کرده بود و با هنرمندان و آهنگسازان نامی روزگار خود چون ابوالحسن صبا، رضا محجوبی، علی تجویدی، داریوش رفیعی و پرویز یاحقی همکاری نزدیک داشت.
وی در ساعت ۲ بامداد جمعه، چهارم اردیبهشت‌ماه ۱۳۸۸ خورشیدی مطابق با ۲۴ آوریل ۲۰۰۹ میلادی در سن ۷۹ سالگی در منزلش درگذشت.

این ترانه‌سرای پیشکسوت که در تابستان سال ۱۳۸۷ سکتهٔ قلبی کرد و بیماری‌اش تشدید شد، زمانی گفته بود:

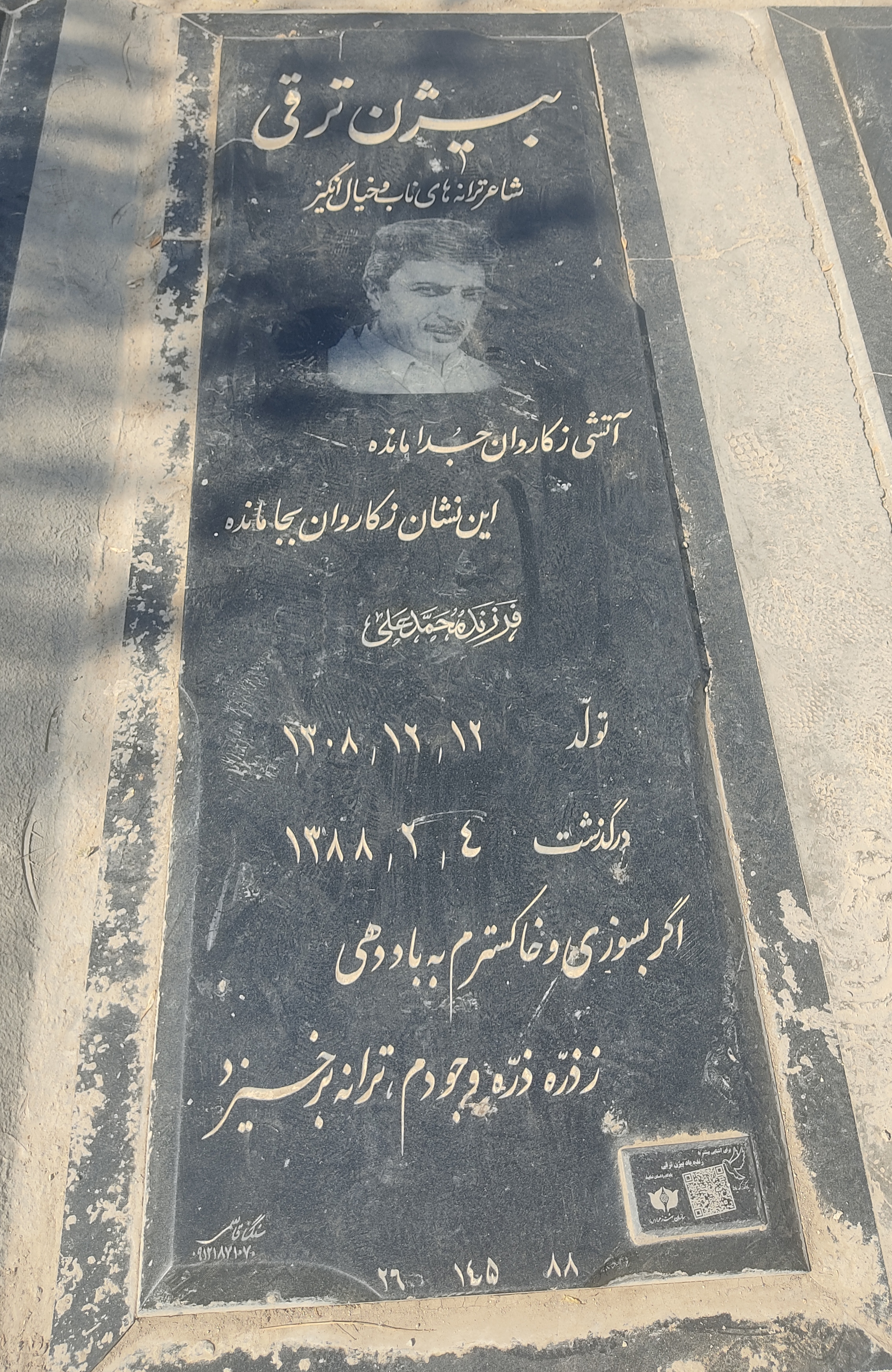
قبر بیژن ترقی در قطعه هنرمندان بهشت زهرا

با این‌که مردم هنوز ترانه‌های مرا زمزمه می‌کنند، از یادها رفته‌ام. از وقتی مریض شدم، کسی احوالی از من نمی‌پرسد

## تصنیف‌های نام‌دار
از تصنیف‌های نام‌دار او می‌توان به موارد زیر اشاره نمود:
- می‌زده شب چو ز میکده باز آیم
- برگ خزان
- به زمانی که محبت شده همچون افسانه
- صبرم عطا کن
- پشیمانم
- مرا نفریبی
- بهار نورسیده
- به خاطر تو
- جام مدهوشی
- سروش آسمانی
- شهزاده رویا

بیژن ترقی ترانه‌سرای تصنیف‌های ماندگاری چون:
| نام ترانه                          | نام آهنگساز      | نام خواننده       |
| ---------------------------------- | ---------------- | ----------------- |
| می‌زده شب                           | پرویز یاحقی      | مرضیه             |
| بیداد زمان                         | پرویز یاحقی      | مرضیه             |
| نسیم فروردین                       | پرویز یاحقی      | مرضیه             |
| رفته بودم                          | پرویز یاحقی      | مرضیه             |
| امید دل من کجایی                   | پرویز یاحقی      | مرضیه             |
| حکایت دل                           | پرویز یاحقی      | الهه              |
| مانده نمانده                       | پرویز یاحقی      | الهه              |
| نگین انگشتری                       | پرویز یاحقی      | الهه              |
| آرد صبا خرمن گل                    | پرویز یاحقی      | الهه              |
| بازآمدم                            | محلی شیرازی      | معین              |
| بهار نو رسیده                      | پرویز یاحقی      | حمیرا             |
| بهار عشق من                        | پرویز یاحقی      | حمیرا             |
| مرا نفریبی                         | پرویز یاحقی      | حمیرا             |
| هدیهٔ عشق                           | پرویز یاحقی      | حمیرا             |
| مرا تنها نگذاری                    | پرویز یاحقی      | حمیرا             |
| ای رفته از بر من                   | پرویز یاحقی      | حمیرا             |
| محبت                               | پرویز یاحقی      | حمیرا             |
| چند با یادت فریبم این دل دیوانه را | پرویز یاحقی      | حمیرا             |
| پنجره‌ای به باغ گل                  | پرویز یاحقی      | حمیرا             |
| به‌خاطر تو                          | پرویز یاحقی      | حمیرا             |
| دل شکنی گناهه                      | پرویز یاحقی      | حمیرا             |
| می عاشقانه                         | پرویز یاحقی      | حمیرا             |
| با دلم مهربان شو                   | پرویز یاحقی      | حمیرا             |
| آهنگ محبت                          | پرویز یاحقی      | حمیرا             |
| صبرم عطا کن                        | علی تجویدی       | حمیرا             |
| پشیمانم                            | علی تجویدی       | حمیرا             |
| دیگر چه خواهی                      | علی تجویدی       | حمیرا             |
| جام مدهوشی                         | علی تجویدی       | علی اصغر شاه زیدی |
| سروش آسمانی                        | علی تجویدی       | علی اصغر شاه زیدی |
| شاخ شمشاد                          | محمدجلیل عندلیبی | علیرضا افتخاری    |
| گل من                              | محمدجلیل عندلیبی | علیرضا افتخاری    |
| صبح سپید                           | محمدجواد ضرابیان | علیرضا افتخاری    |
| دل‌شکن (یار بیگانه نواز)            | اکبر محسنی       | غلام‌حسین بنان     |

## سرود وطنم
در ۱۳۸۴ ه‍.خ سیاوش بیضایی اجرای جدید از قطعهٔ مارش بی‌کلام «سلام شاه» (که در نزد بسیاری به عنوان «نخستین سرود ملی ایران» شناخته می‌شود) ساخت که بیژن ترقی بر روی آن شعری با نام «ایران جوان» یا «وطنم» سرود و این کار برای اولین بار توسط ارکستر ملل به رهبری پیمان سلطانی در تالار وحدت اجرا شد که خوانندهٔ آن سالار عقیلی بود.